# 1961 Dufour
Az 1961 Dufour (ideiglenes jelöléssel 1973 WA) a Naprendszer kisbolygóövében található aszteroida. Paul Wild fedezte fel 1973. november 19-én.